# Де Сантис, Джузеппе
Джузе́ппе Де Са́нтис (итал. Giuseppe De Santis; 11 февраля 1917[…], Фонди, Лацио — 16 мая 1997[…], Рим) — итальянский кинорежиссёр и сценарист, один из основоположников неореализма.

## Биография
Джузеппе Де Сантис родился в Фонди, в провинции Латина (в то время называвшейся Казерта) 11 февраля 1917 года. Уже в годы обучения он проявлял большой интерес к литературе, сочинению и изданию переплетённых историй о деревенской жизни и семейной жизни.
Между 1935 и 1940 в Риме, являлся студентом университета гуманитарных наук, занимался филологией, философией, окончил юридический факультет Римского университета. Посещал кружок молодых интеллектуалов, расположившихся на юге Рима, но особенно его занимала художественная галерея «Комета» поэта Либеро де Либеро, его соотечественника.
Кружок молодых интеллектуалов разработал поэтическое и глобальное художественное видение, посвящённое междисциплинарности, имел в своей основе принципы рациональности и конкретности: именно исходя из этих принципов Де Сантис понимал, что наиболее эффективного иллюстрирования и обсуждения можно было бы добиться с помощью кинематографического инструмента . Он посещает таверну братьев Менги, известное место встречи художников, режиссёров, сценаристов, писателей и поэтов в 1940-х и 1970-х годах.
В то время ситуация итальянского кино была депрессивной из-за запрета на импорт иностранных фильмов Фашизмом, бушевала мода на «белые телефоны» и т. п. Группа интеллектуалов отреагировала на эту ситуацию, собравшись вокруг журнала «Кино» (автор Витторио Муссолини, сын Бенито Муссолини). В 1940 году Де Сантис отредактировал регулярную колонку: обсуждал и сотрудничал с талантливой молодёжью, такой как Карло Лиццани, Джанни Пуччини и Антонио Пьетранджели, затем способствовал формированию такого журнала, который во время фашизма выполнял всё более ясную и значимую оппозицию культурной политике режима. Затем он вместе с его единомышленниками после войны, вдохновлённый видением культурного наследия Джузеппе Боттаи, ратующий за антифашизм, способствовал обновлению итальянской кинематографии.
С 1940 года Де Сантис учился на актёрском и режиссёрском отделениях Римского экспериментального киноцентра, в котором он создал, а также имел возможность реализовать его первые режиссерские тесты. В те годы он также вступил в контакт с важной группой римских молодых антифашистов, из который особенно стоит упомянуть Марио Аликата, Хайме Пинтора, Антонелло Тромбадори и земляка Пьетро Инграо — все те, кто убежал от социального и антисемитского фашизма Боттаи, чтобы постепенно прийти к коммунизму. Участие в этой группе было решающим для политической и культурной ориентации молодого де Сантиса, который в 1943—45 годах сражался в рядах итальянского Сопротивления, был членом коммунистической партии Италии. Он вдруг столкнулся с миром рабочего класса и крестьянским миром, послужившими не только источником тем и проблем, с которыми он будет заниматься в своих зрелых работах, но также уходящими в основу соответствующего, реалистичного и эпического стиля и воспевания традиций народной культуры.
Глубоким художественным анализом и активной гражданской позицией отличаются его фильмы, в особенности, «Нет мира под оливами», «Рим, 11 часов», который, к тому же, закрыл хронологические рамки неореализма. Большой зрительский успех снискала его мелодрама «Дайте мужа Анне Дзаккео».
Последующие два десятилетия творческой деятельности характеризуются большими или меньшими уступками коммерческому кино. В 1964 году осуществил постановку советско-итальянского фильма «Они шли на Восток». После 1972 года фильмы не снимал, оставаясь репрезентативной фигурой. Он активно участвует в общественной жизни Италии, выступает в защиту прогрессивного киноискусства.

«Де Сантис открыл для нас новые возможности киноязыка, но сам замолчал. Как Прометей, он дал нам огонь, и свет этого огня озарил нашу дорогу», Жан-Люк Годар.

Фильмы Де Сантиса поднимают проблемы жизни и борьбы итальянских трудящихся, они остросоциальны, их отличает романтическая приподнятость, страстный темперамент, человечность.

## Профессиональная деятельность
После некоторого сотрудничества с известными режиссёрами, такими как Лукино Висконти («Одержимость») и Роберто Росселлини («Желание»), в 1948 году он снял свой первый художественный фильм, «Трагическая Охота», в котором он затронул тему борьбы фермеров кооператива и группы землевладельцев. Ритм популярной драмы (оживленные и драматические сцены, эротика и т. д.), открывает эпоху неореализма, в которую Де Сантис вносит свой вклад, осуществляя анализ социальных сил, показывая понимание человеческой и социальной реальности (в качестве актёров часто берутся местные жители), а также преодолевая пути советской кинематографии и идеологии народно-популярной литературы оригинальным использованием камеры, в которой воспроизводятся повествовательные и визуальные ритмы, характерные для американского кинематографа. До 1943 года, а именно, до создания фильма Одержимость с Лучино Висконти , Джанни Пуччини и Марио Аликата, он попытался запустить фильм на основе рассказа Верга, который основан на истории фермера, который в конце прошлого века стал бандитом «любовник Граминьи». Но, к сожалению, после того, как сценарий был завершен, Министерство народной культуры в лице Алессандро Паволини не дало ему разрешения, Паволини написал своей рукой на обложке сценария: «Достаточно с бандитами!». Однако это легло в основу триумфа следующего фильма Горький рис (Riso Amaro, 1949), который посвящен тяжелой борьбе рабочего за жизнь. В истории переплетается политический анализ и классовая борьба. За этот фильм Де Сантис и Карло Лиццани получают номинацию на «Оскар» за лучшую тему. В той же тематике, на фоне крестьянского общества по-прежнему «примитивного» и конфликтного, в родном городе Фонди, создается фильм «Среди оливковых деревьев нет покоя» (1950). «Рим в 11», вдохновленный большим социальным событием, состоявшимся в Риме (1952) и «Дайте мужа Анне Дзакео» (1953 г.), в котором рассматривается жизнь и мучения неаполитанской девушки, страдающая из-за своей красоты, ставшей препятствием для нормальной жизни, к которой она стремится. Де Сантис в этот период оставляет тему проблем граждан и буржуазии, в Италии в разгар реконструкции, все больше замечается ориентация на «американские» мифы и взгляды. Использованные приёмы съемки — искусное и оригинальное использование крана, технику тележки и панорамирования, которая доминирует над широким, но контролируемым движением толпы в частности. В фильмах «Дни любви» (1954) и «Люди и волки» (1957) он возвращается к обычным темам. В частности, «Дни любви» является его первым цветным фильмом, и он выиграл Серебряную нить в 1955 году за лучшего актёра (Марчелло Мастрояни), а затем приз за лучшую цветную картину на III Международном кинофестивале в Сан-Себастьяне (Отелло Мартелли). С фильмом «Дорога длинною в год», снятым в Истрии в 1958 году и номинированным на «Оскар» за лучший зарубежный фильм, начинается кризис режиссера: кризис вдохновения, усталость, неспособность глубоко обновиться в исторический период, очень важный для левых. Однако весь неореализм переходит в кризис, давая пространство итальянской комедии. Тем не менее, фильм получил лучшую награду режиссера на кинофестивале в Пуле 1958 года. Новый этап творчества Де Сантиса начинается с тусклого «Холостяк» (1960), где рассказывается про внебрачные приключения человека, который в конце разочарованный вернулся к своей семье; «Они шли на Восток» (1964), итало-советского совместного производства, об отступление из России итальянских войск, и заканчивает фильмом «Ценный специалист с обеспеченным будущим» (1972) — мыльная опера.

## Фильмография
- 1942 — Кошка / La gatta (к/м)
- 1945 — Дни славы / Giorni di gloria (док.)
- 1947 — Трагическая охота / Caccia tragica
- 1949 — Горький рис / Riso amaro
- 1950 — Нет мира под оливами / Non c'è pace tra gli ulivi
- 1952 — Рим в 11 часов / Roma ore 11
- 1953 — Дайте мужа Анне Дзакео / Un Marito per Anna Zaccheo
- 1954 — Дни любви / Giorni d’amore — главный приз Сан-Себастьянского кинофестиваля 1954 года
- 1957 — Люди и волки / Uomini e lupi (совместно с Леопольдо Савоной)
- 1958 — Дорога длиною в год / La strada lunga un anno
- 1960 — Холостяцкая квартирка / La garçonnière
- 1964 — Они шли на Восток / Italiani brava gente
- 1972 — Ценный специалист с обеспеченным будущим / Un apprezzato professionista di sicuro avvenire

## Призы и премии
- 2 июня 1995 ─ Командор Орден «За заслуги перед Итальянской Республикой»[6]
- 1947 ─ Серебряная лента, фильм «Трагическая охота»
- 1950 ─ номинирован соавтором Карло Лиццани на «Оскар» в категории лучшего оригинального сюжета для фильма «Горький рис»
- 1959 ─ фильм «Долгая дорога» в год производства в Югославии был номинирован на «Оскар» в категории лучшего зарубежного фильма. В той же категории он выиграл Золотой глобус
- 1988 ─ Венецианский кинофестиваль — Приз имени Пьетро Бьянч
- 1995 ─ Венецианский кинофестиваль — Золотой лев за вклад в мировой кинематограф

## Признание
Именем режиссёра была названа специальная награда молодым режиссёрам — «Dolly d’oro Giuseppe De Santis», учреждённая в 1999 году и ежегодно вручаемая на различных кинофестивалях Италии.